# 东风浩荡进行曲
《东风浩荡进行曲》是中国人民解放军一首于2019年发布的军乐，由郭思达作曲。该曲于2019年的庆祝中华人民共和国成立70周年大会阅兵式上被首次公开演奏。